# Installation d'égouttage domestique
Pour les articles homonymes, voir Installation.
En architecture et en construction, une installation d'égouttage domestique, ou égouttage est une installation d'égouttage réalisée dans un immeuble. Réalisée par les maçons, au moment de la création des fondations, vides ventilés, et caves, il s'agit du gros œuvre sanitaire: la réalisation des éléments d'égouts enterrés, les canalisations et raccordement à l'égout, les drainages, les éléments de traitement des eaux usées, les citernes à eau de pluie.
L'installation sanitaire vient s'y raccorder.

## Composition

### Canalisations d'égout
En béton, béton armé, fibrociment, grès vernissé, PVC, Polyéthylène

### Tuyaux de drainage
En béton poreux, fibrociment, grès vernissé, PVC, Polyéthylène

### Chambres de visite
Les chambres de visite sont en maçonnerie, béton de centrale, béton préfabriqué, béton polymère, fibrociment, PVC, Polyéthylène

### Récepteurs d'eaux extérieurs et caniveaux
Destinés à récupérer l'eau de pluie à l'extérieur du bâtiment:
- Récepteurs à cloche ou à panier
- Caniveaux en béton, béton armé de fibre de verre, béton de polyester.
- Avaloir pour voirie

### Traitement des eaux usées
- Filtre bactérien
- Fosse septique et fosse d'aisance
- Fosses de décantation
- Puits perdus
- Récupérateurs de sable
- Débourbeurs
- Séparateurs de graisses
- Séparateurs de fécules

### Citernes d'eau de pluie
- En maçonnerie, préfabriquée, HDPE, Polyester, ainsi que les systèmes de recyclage

#### Fouillesetfondations
La fouille est 50 cm plus large que le diamètre de la citerne. 
Il est important de réaliser une assise stable, portante et horizontale. Suivant la nature du sol de fond de fouille, sol meuble (argile, proximité d'une nappe phréatique...) ou sol ferme (roche, gravier, sable), on disposera un radier de béton de 20 cm d'épaisseur dans le premier cas, ou un lit de sable de 20 cm.
Au-dessus de la citerne il faut prévoir un recouvrement en terre de 30 cm (maximum 80 cm, pour la mise hors-gel

### Les raccordements
- Les raccordements à l'égout public mixte ou séparé, les installations de pompage
- Les conduites de refoulement